# 南燕国
南燕國為姞姓，始封國君伯儵為黃帝之后裔，其位置在在今河南延津東北，秦漢時期時於其故地設燕縣。《左傳》記載春秋時史事，南燕國的出現還要早于召公奭的北燕。《左傳》隱公五年衛人以燕師伐鄭，桓公十二年公會宋公、燕人盟于穀丘，十三年公會紀侯、鄭伯及齊侯、宋公、衛侯、燕人戰，齊師、宋師、衛師、燕師敗績，十八年王子克奔燕，莊公十九年衛師、燕師伐周，二十年鄭伯執燕伯仲文，以其伐周之故，宣公三年鄭文公有賤妾名燕姞，所說的都是南燕，如果提到召公奭的燕国，会直接说“北燕”。

## 君主列表
- 伯儵
- 燕伯仲文